# Коулман, Норм
Норм Коулман (англ. Norman Bertram "Norm" Coleman, Jr; род. 17 августа 1949) — американский политик, сенатор США от штата Миннесота с 2003 по 2009 год, член Республиканской партии.

## Биография
Окончил Университет Хофстра (1971) и получил степень в области права на юридическом факультете Университета Айовы (1976).
Занимался юридической практикой в Сент-Поле. В 1993 году принадлежал к демократической партии и был избран мэром Сент-Пола, но сменил партию на республиканскую в 1996 году.  Был переизбран мэром как республиканец в 1997 году.
В 1998 году был кандидатом в губернаторы Миннесоты и проиграл Джесси Вентуре, звезде американского реслинга.  В 2002 году баллотировался в Сенат США, обойдя на выборах бывшего вице-президента США Уолтера Мондейла, который стал кандидатом после смерти сенатора Пола Уэллстона в авиакатастрофе. Норм занимал должность сенатора с 3 января 2003 по 3 января 2009 года; в 2009 году на этом посту его сменил Эл Франкен.